# Biełaje (rejon uszacki)
Biełaje (biał. Белае; ros. Белое, hist. Białe) – wieś na Białorusi, w rejonie uszackim obwodu witebskiego, na Pojezierzu Białoruskim, około 18 km na południowy wschód od Uszacza.

## Historia
Pierwsza pisemna wzmianka o wsi pochodzi z roku 1552. Dobra te były dziedzictwem rodziny Korsaków-Hołubickich herbu własnego. W wyniku małżeństwa córki Hleba Iwanowicza Korsaka-Hołubickiego (późniejszego metropolity połockiego, znanego pod imieniem Herasim) Anny Hlebówny z Korsaków-Hołubickich, wdowy po Tymoteuszu Hurko (zm. między 1574 a 1576 rokiem), z Mikołajem Niemirowiczem-Szczyttem herbu Jastrzębiec (synem marszałka hospodarskiego Mikołaja Niemirowicza-Szczytta) Białe (Biało) przeszło do rodu Niemirowiczów-Szczyttów na kolejne blisko 300 lat.
14 stycznia 1593 r. Anna Niemirowiczowa-Szczyttowa (zm. między 1593 a 1596 rokiem) zapisała swojemu mężowi dożywocie na swoich dobrach dziedzicznych w województwie połockim tj. Hołubowiczach i Białem, natomiast swoim synom: Piotrowi, Fryderykowi (Fiodorowi), Ostafiejowi i Krzysztofowi, zapisała te dobra wieczyście. Oprócz synów Anna i Mikołaj Niemirowiczowie-Szczyttowie mieli jeszcze dwie córki: Rainę (Reginę) – żonę kniazia Mikołaja Świrskiego; i Helenę. Mikołaj Niemirowicz-Szczytt (zm. po 1596) – obrońca Połocka przed wojskami cara Iwana IV, który po zdobyciu twierdzy w 1563 roku wraz ze swoim krewnym wojewodą połockim Stanisławem Dowojno więziony był latami w Moskwie – został pochowany w Białem w grobowcu, który zachował się do I wojny światowej.
W 1620 roku syn Mikołaja, Krzysztof Niemirowicz-Szczytt, pan na Białem i Urodzie, wybudował w Białem cerkiew i opatrzył ją funduszem. Za czasów Mikołaja i jego syna Krzysztofa Białe pełniło funkcję głównej rezydencji Niemirowiczów-Szczyttów. Kolejnym właścicielem dóbr Białe został syn Krzysztofa i jego żony Zofii z Lissowskich – Justynian Niemirowicz-Szczytt (zm. 1677). Gdy podczas wojny polsko-moskiewskiej 1654-1667 wojewoda ruski Stefan Czarnecki kwaterował w majątku Tabołki Justyniana Niemirowicza-Szczytta, na pamiątkę podarował Niemirowiczowi-Szczyttowi swój stolik obozowy z własnoręcznym napisem. Stolik ten był przechowywany w Białem do I wojny światowej. W wyniku działów spadku Białe znalazło się w rękach potomków Konstantego Marcjana Niemirowicza-Szczytta, syna Justyniana.
W 1696 roku ufundowano tu majątek jezuicki, w 1727 roku wzniesiono kościół katolicki pw. św. Tadeusza.
Po II rozbiorze Polski w 1793 roku dobra te, wcześniej należące do województwa połockiego Rzeczypospolitej, znalazły się na terenie powiatu lepelskiego guberni witebskiej Imperium Rosyjskiego. Majątek jezuicki został skonfiskowany przez władze carskie w 1820 roku w ramach kasaty klasztorów w zaborze rosyjskim.
Około 1800 roku ówczesny właściciel Białego pisarz skarbowy litewski Justynian Niemirowicz-Szczytt (1740–1824) przekazał majątek swojemu synowi – Józefowi Niemirowiczowi-Szczyttowi (1777-1848), szambelanowi królewskiemu i dworu rosyjskiego, późniejszemu marszałkowi lepelskiemu. Józef Niemirowicz-Szczytt doprowadził do ponownego rozkwitu majątku, zabezpieczając przy tym XVI-XVIII wieczne pamiątki rodzinne Niemirowiczów-Szczyttów. Oprócz Białego Józef odziedziczył również Mosarz, Osinówkę i Wydryn. W 1817 roku poślubił Franciszkę Doktorowicz-Hrebnicką (1800-1881), z którą miał dwie córki: Ewelinę (ok. 1822-1904) – żonę gen. Stanisława Chomińskiego, gubernatora kowieńskiego, a następnie wołogodzkiego; oraz Marię (zmarłą na wygnaniu w 1865) – żonę marszałka lepelskiego Erazma Korsaka. Białe otrzymała córka Maria, która wcześnie osierociła dwie córki: Józefę i Zofię. Dzieci Marii były wychowywane przez ich babkę Franciszkę Niemirowicz-Szczytt z Hrebnickich. Dobra Białe otrzymała w posagu Józefa, która w 1868 roku poślubiła swojego dalekiego krewnego hr. Stanisława Zabiełło (wnuka kasztelana mińskiego Szymona Zabiełło, a prawnuka Antoniego Zabiełło i Zofii z Niemirowiczów-Szczyttów). Ostatnim właścicielem majątku był ich syn, Józef Zabiełło (1873–1929).
W 1921 roku, po ustabilizowaniu się granicy polsko-radzieckiej Białe znalazło się w ZSRR. Od 1991 roku – na Białorusi.

## Dawne zabytki
Józef Niemirowicz-Szczytt wystawił w 1801 roku nowy dwór, wykorzystując pozostałości dawnego dworu zapewne z czasów Justyniana Niemirowicza-Szczytta (zm. 1677). Dwór w Białem był to długi budynek, parterowy, wybudowany na planie prostokąta, na wysokiej podmurówce. Elewacja frontowa charakteryzowała się dwoma symetrycznie usytuowanymi portykami, w każdym z nich trójkątny szczyt był podparty dwiema parami kolumn. Dwór był otoczony dosyć dużym parkiem krajobrazowym, przechodzącym w las. Atrakcyjność lokalizacji podkreślała bliskość dwóch jezior: Bielskiego i Troszczańskiego. Majątek przetrwał do 1917 roku.
Cerkiew z 1620 roku i kościół z 1727 roku również nie przetrwały rewolucji październikowej.
Majątek w Białem został opisany w 1. tomie Dziejów rezydencji na dawnych kresach Rzeczypospolitej Romana Aftanazego.